# Christian Wiener
Ludwig Christian Wiener (1826-1896) va ser un matemàtic, físic i filòsof alemany.

## Vida i Obra
Fill d'un jutge, va fer els seus estudis secundaris a Darmstadt i de 1843 a 1847 va estudiar enginyeria i arquitectura a la universitat de Giessen. Va començar a donar classes a l'escola tècnica de Darmstad mentre preparava el doctorat que va obtenir el 1850.
Va anar a la universitat de Karlsruhe per completar la seva formació i el 1852 va ser nomenat professor de geometria d'aquesta universitat, càrrec que va mantenir fins a la seva mort el 1896.
La seva obra principal és un tractat de geometria descriptiva publicat en dos volums els anys 1884 i 1887. El llibre complementa l'obra de Michel Chasles i conté informació històrica rellevant.
El 1863, després d'haver fet nombrosos experiments que confirmaven les idees de Robert Brown, va ser el primer en afirmar que el moviment brownià era fruit dels xocs de les partícules.
El 1869 va aconseguir realitzar un model d'una superfície cúbica amb les seves 27 rectes visibles.
En física, va fer treballs sobre il·luminació i sobre les radiacions solars, a més de la física de partícules que ja s'ha esmentat.